# Troy Doris
Troy Doris (* 12. April 1989 in Chicago) ist ein guyanisch-US-amerikanischer Dreispringer.

## Sportliche Laufbahn
Erste internationale Erfahrungen sammelte Troy Doris bei den Olympischen Sommerspielen 2016 in Rio de Janeiro, bei denen er mit 19,90 m im Finale den siebten Platz belegte. 2017 erfolgte die Teilnahme an den Weltmeisterschaften in London, bei denen mit 16,43 m in der Qualifikation ausschied. 2018 nahm er erstmals an den Commonwealth Games im australischen Gold Coast teil und gewann dort mit 16,88 m die Goldmedaille vor dem Dominicaner Yordanys Durañona.
Doris ist Absolvent der University of Iowa. Er war Fahnenträger für Guyana bei der Schlussveranstaltung der Olympischen Spiele 2016.

## Persönliche Bestleistungen
- Dreisprung: 17,18 m (+1,7 m/s), 14. Mai 2016 in Clermont (guyanischer Rekord)
  - Dreisprung (Halle): 16,84 m, 23. Februar 2014 in Albuquerque – für die USA startend
  - Dreisprung (Halle): 16,46 m, 3. Februar 2018 in Notre Dame (guyanischer Rekord)